# Новомонастырское
Новомонастырское — село в Кизлярском районе Республики Дагестан. Входит в состав Новокохановского сельсовета.

## География
Населённый пункт расположен у границы с Шелковским районом Чечни, в 2 км к западу от центра сельского поселения — Новокохановское и в 7 км к северо-западу от города Кизляр.
Граничит на северо-западе с селом Новокрестьянским, на востоке с Новокохановским, на юго-востоке с Краснооктябрьским, на юге со станицей Бороздиновской.
В селе пять улиц: Школьная, Гагарина, Ленина, Имама Шамиля, Мира.

## История
Основано в конце XIX века, на месте дачи Кизлярского Крестовоздвиженского монастыря.
Во время I чеченской войны село несколько раз подвергалось нападениям со стороны бандформирований, вызвавшим значительный отток населения из села.

## Население
| 1926 | 1970 | 1989 | 2002  | 2010  | 2021  |
| ---- | ---- | ---- | ----- | ----- | ----- |
| 169  | ↗605 | ↗963 | ↗1164 | ↗1186 | ↗1454 |

Национальный состав
По данным Всесоюзной переписи населения 1926 года:
| № | Национальность | Численность, чел. | Доля |
| - | -------------- | ----------------- | ---- |
| 1 | русские        | 155               | 92 % |
| 2 | молдаване      | 14                | 8 %  |

По данным Всероссийской переписи населения 2010 года:
| № | Национальность | Численность, чел. | Доля   |
| - | -------------- | ----------------- | ------ |
| 1 | аварцы         | 601               | 50,7 % |
| 2 | даргинцы       | 383               | 32,3 % |
| 3 | русские        | 133               | 11,2 % |
| 4 | кумыки         | 26                | 2,2 %  |
| 5 | другие         | 43                | 3,6 %  |

По данным Всероссийской переписи населения 2010 года, в селе проживало 1186 человек (560 мужчин и 626 женщин).